# Breckenridge (Michigan)
Breckenridge ist ein Dorf im Gratiot County, Michigan, USA. Das U.S. Census Bureau hat bei der Volkszählung 2020 eine Einwohnerzahl von 1238 ermittelt. Die Gesamtfläche des Ortes beträgt 2,7 km².

## Demografie
Nach der Volkszählung aus dem Jahr 2000 hatte Breckenridge 1339 Einwohner, die sich auf 543 Haushalte und 360 Familien verteilten. Die Bevölkerungsdichte betrug somit 487,7 Einwohner/km². 95,15 % der Bevölkerung waren weiß, 0,15 % indianisch. In 35,4 % der Haushalte lebten Kinder unter 18 Jahren. Das Durchschnittseinkommen betrug 36.200 Dollar pro Haushalt, wobei 8,3 % der Bevölkerung unterhalb der Armutsgrenze lebten.